# Laphria
Laphria ist eine Gattung von Raubfliegen (Asilidae) aus der Unterfamilie der Laphriinae. Sie wurde 1803 von Johann Wilhelm Meigen beschrieben. Von ihm stammt auch die 1820 vorgeschlagene Bezeichnung Mordfliegen, die aber auch für Vertreter anderer Fliegengattungen Verwendung findet. Weltweit sind etwa 240 Arten bekannt, von denen 19 in Europa auftreten.

## Merkmale
Die Fliegen dieser Gattung sind in der Regel kräftig gebaut. Ihre Körpergröße ist sehr variabel und reicht von kleinen 10–11 Millimetern Länge bis zu 39 Millimetern Länge bei Laphria lata. Viele paläarktische Arten haben mehr oder weniger Ähnlichkeit mit Hummeln, es gibt jedoch auch wespenähnliche Arten. Sie unterscheiden sich von anderen Raubfliegen durch die Flügelader R2+3, die R1 vor dem Flügelrand trifft, an der Spitze abgestumpfte Fühler, bei denen das erste Glied keine Styli trägt, zweigliedrige Palpen, einen seitlich abgeflachten Saugrüssel und die fehlenden Tuberkel an den Schenkeln (Femora) der Hinterbeine.

## Vorkommen
Die Gattung ist weit verbreitet und besiedelt die nördlichen Breiten der Welt (Holarktis). Die Tiere fliegen vor allem an offenen Bereichen nahe an borealen und sonstigen Nadelwäldern und treten generell vom Hoch- bis Spätsommer auf.

## Lebensweise
Laphria vollführen kein besonderes Paarungsverhalten. Die Männchen fliegen an geeigneten Paarungsorten, etwa an gefällten Baumstämmen, umher und ergreifen sowohl Weibchen als auch Männchen. Letztere werden sobald sie erkannt werden wieder losgelassen. Bei den Weibchen beginnt die Paarung unmittelbar nach dem Zupacken. Das Pärchen fliegt einen Sitzplatz an, wo die Paarung Schwanzspitze an Schwanzspitze andauert. Die Weibchen legen ihre Eier in Risse von Rinde und Totholz oder an Baumnadeln am Erdboden ab.
Die Larven entwickeln sich im Erdboden an Totholz. Über ihre Lebensweise ist wenig bekannt, man vermutet allerdings, dass sie sich räuberisch von Eiern und Larven anderer Insekten ernähren.
Die Imagines ernähren sich wie auch die übrigen Raubfliegen räuberisch von Insekten, die sie mit ihrem Saugrüssel aussaugen. Durch ihren seitlich abgeflachten Saugrüssel können sie wie auch die anderen Vertreter der Tribus Laphriini Käfer im Flug erbeuten, bevor diese ihre Deckflügel schließen können. Dadurch können sie auch stark gepanzerte Käfer rasch und ohne großen Kampf überwältigen. Solche Käfer, wie etwa Prachtkäfer, zählen deswegen zu ihrer bevorzugten Beute. Sie beschränken sich jedoch nicht auf große Beute, sondern fangen auch deutlich kleinere Insekten, wie etwa Zuckmücken (Chironomidae).

## Arten (Europa)
- Laphria aurea (Fabricius, 1794)
- Laphria auriflua Gerstaecker, 1862
- Laphria bomboides Macquart, 1849
- Laphria coarctata Dufour, 1833
- Laphria dizonias Loew, 1847
- Laphria empyrea Gerstaecker, 1862
- Sattel-Mordfliege (Laphria ephippium (Fabricius, 1781))
- Gelbe Raubfliege (Laphria flava (Linnaeus, 1761))
- Laphria flavescens Macquart, 1838
- Laphria galathei Costa, 1857
- Große Mordfliege (Laphria gibbosa (Linnaeus, 1758))
- Laphria hecate Gerstaecker, 1862
- Laphria leucocephala Meigen, 1804
- Laphria meridionalis Mulsant & Reveliere, 1860
- Laphria nigripennis Meigen, 1820
- Laphria nitidula (Fabricius, 1794)
- Laphria scutellata Macquart, 1835
- Laphria tibialis Meigen, 1820
- Laphria vulpina Meigen, 1820

## Belege